# Médaille de bronze du CNRS
Pour un article plus général, voir Médailles du CNRS.
La médaille de bronze du CNRS « récompense le premier travail d'un chercheur ou enseignant-chercheur prometteur dans son domaine » « qui fait de lui un spécialiste de talent dans son domaine.
Cette récompense représente un encouragement du Centre national de la recherche scientifique à poursuivre des recherches bien engagées et déjà fécondes ». La médaille de bronze est décernée sur proposition d'une section du Comité national de la recherche scientifique, composée de chercheurs CNRS, d'enseignants-chercheurs universitaires et d'ingénieurs,. Elle est attribuée chaque année à une quarantaine de chercheurs ou enseignants-chercheurs d'un établissement public à caractère scientifique et technologique français, généralement une par section du Comité national de la recherche scientifique. Depuis 2008, le CNRS a décidé d'augmenter la visibilité des femmes scientifiques et applique un principe de parité pour l'attribution des médailles de bronze et d'argent.

## Voir aussi

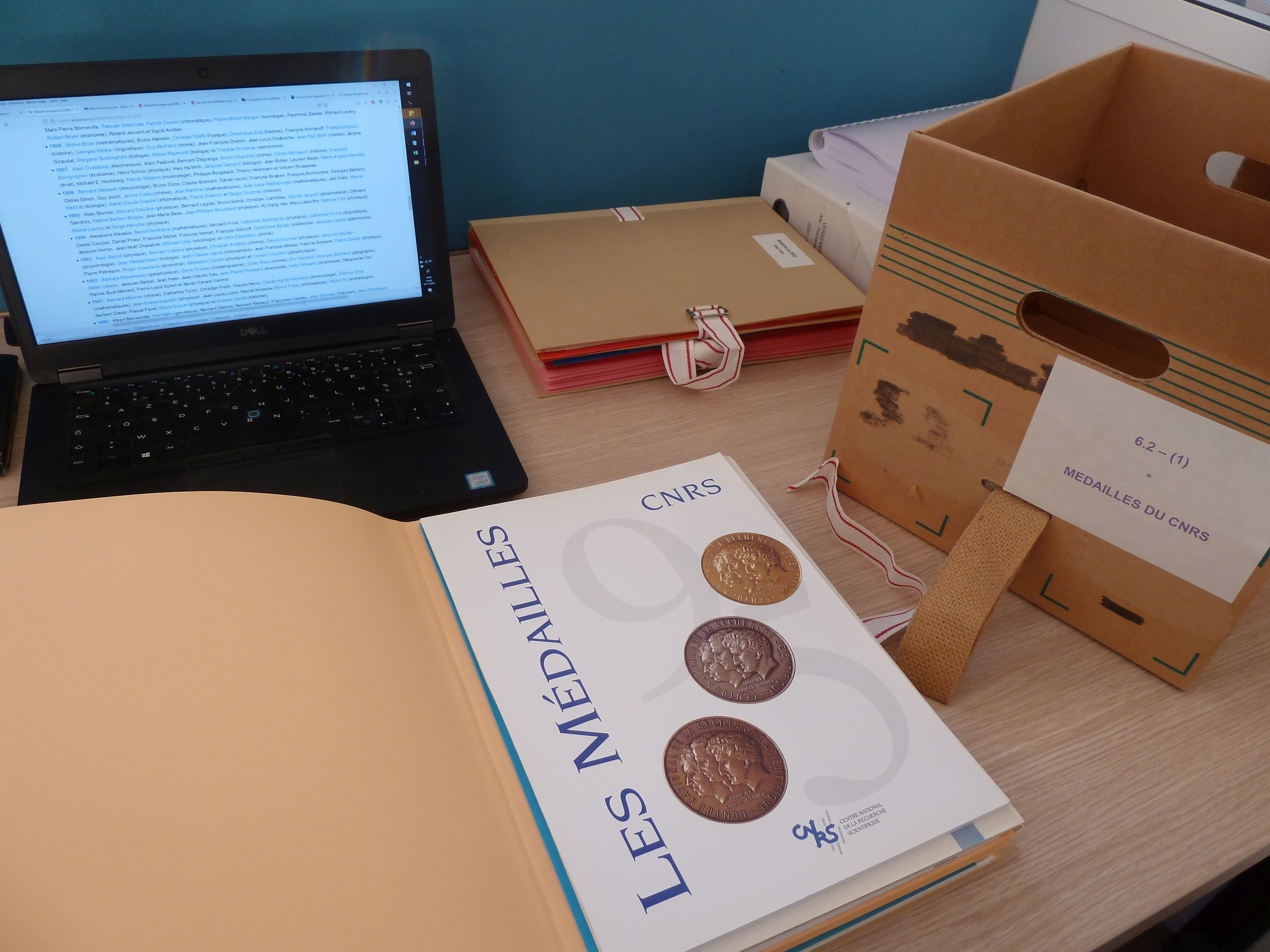
Exemple de documents de synthèse des médailles d'or, d'argent et de bronze aux Archives du CNRS